# Magdalena Przybysz-Stawska
Magdalena Aneta Przybysz-Stawska (ur. 24 lipca 1974 w Łodzi) – polska bibliotekarka, dr hab. nauk humanistycznych, adiunkt Katedry Informatologii i Bibliologii Wydziału Filologicznego Uniwersytetu Łódzkiego.

## Życiorys
19 grudnia 2003 obroniła pracę doktorską Problem wyboru: promocja książki w dodatkach do wybranych polskich gazet codziennych w latach 90-tych XX wieku, 3 czerwca 2014 habilitowała się na podstawie pracy zatytułowanej Książka na łamach polskich czasopism współczesnych u progu XXI wieku. Objęła funkcję adiunkta w Katedrze Informatologii i Bibliologii na Wydziale Filologicznego Uniwersytetu Łódzkiego.